# Ichthyodes kaszabiana
Ichthyodes kaszabiana là một loài bọ cánh cứng trong họ Cerambycidae.